# Sven Hassel
Sven Hassel, pseudoniem voor Børge Willy Redsted Pedersen, (Frederiksborg, 19 april 1917 – Barcelona, 21 september 2012) was een Deens auteur.
Zijn romans beschrijven de ervaringen van een sectie soldaten van het 27e (straf)Pantserregiment van de Duitse Wehrmacht tijdens de Tweede Wereldoorlog.